# Miroslav Marček
Miroslav Marček (* 26. August 1995) ist ein slowakischer Leichtathlet, der sich auf den Sprint spezialisiert hat.

## Sportliche Laufbahn
Erste internationale Erfahrungen sammelte Miroslav Marček im Jahr 2022, als er bei den Hallenweltmeisterschaften in Belgrad mit der slowakischen 4-mal-400-Meter-Staffel an den Start ging und dort mit neuem Landesrekord von 3:09,79 min im Vorlauf ausschied. Im August verpasste er bei den Europameisterschaften in München mit 3:06,98 min den Finaleinzug. 2024 verbesserte die slowakische Mannschaft den Hallenrekord auf 3:09,21 min bei den Hallenweltmeisterschaften in Glasgow, verpasste aber damit erneut den Finaleinzug.
In den Jahren 2021 und 2022 wurde Marček slowakischer Meister in der 4-mal-400-Meter-Staffel im Freien sowie 2021 und 2022 in der Halle. Zudem wurde er 2021 Hallenmeister im 400-Meter-Lauf.

## Persönliche Bestleistungen
- 400 Meter: 46,99 s, 28. Mai 2023 in Banská Bystrica
  - 400 Meter (Halle): 47,19 s, 11. Februar 2024 in Ostrava